# Richard Guay (homme politique)
Pour les articles homonymes, voir Richard Guay et Guay.
Richard Guay, né le 15 novembre 1943 à Montréal, est un journaliste, avocat, diplomate et homme politique québécois.  Il a été député de la circonscription de Taschereau à l'Assemblée nationale du Québec de 1976 à 1985.  Il a été président de l'Assemblée nationale de 1983 à 1985.

## Biographie

### Jeunesse et études
Il est le fils de Maurice Guay, sténographe judiciaire, et d'Irène Brassard.  Il étudie au Collège Stanislas, au Collège Brébeuf et à l'Université de Montréal. Il participe à l'Union générale des étudiants du Québec en 1964 et 1965. Il est admis au Barreau du Québec en 1968.

### Carrière journalistique
De 1966 à 1969, il est journaliste puis, de 1969 à 1971, correspondant aux Nations unies pour Radio-Canada. De 1971 à 1973, il est responsable de cours de journalisme en Afrique pour l'Agence canadienne de développement international.

### Carrière politique
Lors de l'élection générale québécoise de 1976, il est élu député de la circonscription de Taschereau à l'Assemblée nationale pour le Parti québécois. Il est réélu lors de l'élection générale de 1981. Il est président de l'Assemblée nationale du 23 mars 1983 au 16 décembre 1985. Lors de l'élection générale de 1985, il est défait par le candidat du Parti libéral, Jean Leclerc.

### Retour au droit et diplomate
À partir de 1985, il pratique la profession d'avocat. De 1995 à 1999, il est le délégué général du Québec à Londres. De 1999 à 2001, il est délégué général du Québec à Bruxelles. En 2002, il revient à la pratique du droit.

## Distinctions
- Décoré de l'Ordre de la Pléiade le 14 février 1991[2]
- Médaille d'honneur de l'Assemblée nationale, 2014[3]